# Namsos (plaats)
Namsos is een plaats in de Noorse gemeente Namsos, provincie Trøndelag. Namsos telt 9.230 inwoners (2007) en heeft een oppervlakte van 6,65 km².
Het stadje ligt in een baai ongeveer 20 km van de zee, aan de monding van de rivier Namsen. Namsos werd in 1845 gesticht. Het eerste deel van de naam komt van de lokale rivier. Het laatste deel is os, dat 'monding van een rivier' betekent.
Op 20 april 1940 werd Namsos gebombardeerd door Duitse bommenwerpers, ter ere van Hitlers verjaardag.

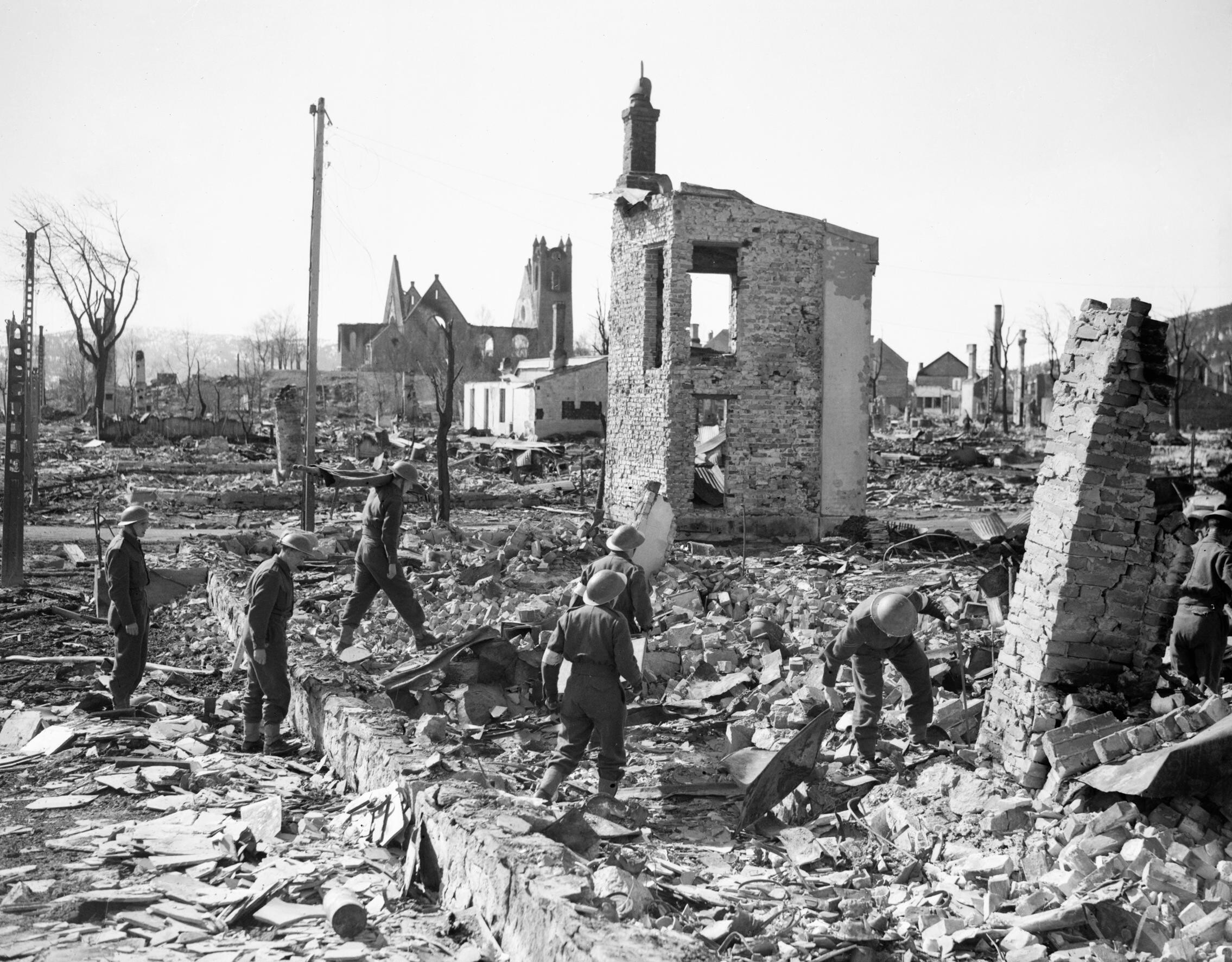
Ruïnes van Namsos in 1940

## Geboren in Namsos
- Åge Aleksandersen, 1949 zanger